# Leo Castelli
Leo Castelli (nacido Leo Krausz; Trieste, 4 de septiembre de 1907 - Nueva York, 21 de agosto de 1999) fue un marchante de arte italoestadounidense que originó el sistema de galerías de arte contemporáneo tal y como se conciben en la actualidad.

## Biografía
Leo Castelli nació como Leo Krauss, en Trieste cuando esta ciudad pertenecía al Imperio austrohúngaro, siendo el segundo de tres hijos de origen judío italiano y austrohúngaro. Su padre era Ernest Krauss, un húngaro de nacimiento, que había ido a Trieste cuando era joven y se había casado con la rica heredera Bianca Castelli, de una familia de importadores de café que llevaba mucho tiempo radicada allí. Después de la Primera Guerra Mundial, que la familia pasó en Viena (donde Leo Castelli aprendió perfecto alemán), regresaron a Trieste. La familia cambió su nombre a "Krauss-Castelli" y luego a "Castelli" a mediados de la década de 1930, cuando el gobierno de Benito Mussolini exigió que los nombres fueran italianizados. Después de obtener una licenciatura en derecho en la Universidad de Milán en 1924, Castelli regresó a Trieste, donde su padre le había conseguido un trabajo en una compañía de seguros. En 1932 empezó a trabajar en una compañía de seguros en Bucarest, donde se casó un año después con Ileana Schapira.
Después de casarse, la pareja pasó su luna de miel en Viena y compró su primera obra de arte, una acuarela de Henri Matisse. El suegro de Castelli, Mihai Schapira, lo ayudó a ser trasladado en 1935 a la Banca d'Italia en París. Allí, el gusto y el dinero de Ileana le ayudaron a iniciar su primera galería en la Place Vendôme de París, que lleva el nombre de su codirector, el decorador René Drouin, y situada entre el Hotel Ritz y la modisto Elsa Schiaparelli. Especializada en arte surrealista, la galería abrió sus puertas en julio de 1939, con una muestra de muebles modernos y antiguos, incluidas piezas encargadas por Drouin, Max Ernst, Meret Oppenheim, Leonor Fini (exnovia de Castelli de Trieste), Eugene Berman. , y otros artistas en el campo de fuerza del surrealismo. Las conexiones de Ileana permitieron a la pareja huir a Estados Unidos al comienzo de la Segunda Guerra Mundial. Los padres de Castelli no escaparon sino que murieron en Budapest, perseguidos por miembros del fascista Partido Cruz Flechada de Hungría. La pareja permanecería casada durante más de 25 años y fueron amigos y socios incluso después de su divorcio, cuando Ileana se casó con Michael Sonnabend y esa pareja abrió su propia galería. Castelli llegó a Estados Unidos en 1941, pasando por Marrakech, Tánger, Algeciras, Vigo y La Habana. Tomó cursos de posgrado en historia económica en la Universidad de Columbia hasta que se ofreció como voluntario para el ejército, sirviendo en el servicio de inteligencia en Europa. Tras la liberación de Francia, fue enviado a Bucarest como intérprete para la comisión aliada que controlaba la ciudad. Como resultado del servicio militar de Castelli, se le concedió la ciudadanía estadounidense. Al regresar a Nueva York, Castelli asumió un puesto directivo en la fábrica de ropa de su suegro.

## Galería Leo Castelli
En Nueva York, los Castellis eran dos de los tres únicos miembros no artistas (el otro era el marchante Charles Egan) del Club, un círculo influyente fundado en 1949 que incluía a Willem de Kooning, Robert Rauschenberg, Franz Kline y Ad Reinhardt. El primer ejercicio de Castelli como marchante privado se produjo a través de Drouin, en 1947: un centenar de lienzos de Wassily Kandinsky, consignados por su viuda, Nina. Su primer esfuerzo curatorial estadounidense fue el Ninth Street Show de 1951, un evento fundamental en el surgimiento del expresionismo abstracto. Pronto se unió al galerista pionero Sidney Janis, uno de los primeros defensores de la escuela. En 1957, abrió la Galería Leo Castelli en una casa en 4 E. 77th Street entre Madison y Fifth Avenue en la ciudad de Nueva York. Desde mediados de la década de 1960 hasta la de 1970, la galería fue quizás el lugar comercial de arte más destacado del mundo. Inicialmente, la galería exhibía el surrealismo europeo, Wassily Kandinsky y otros artistas europeos. Sin embargo, la galería también exhibió el expresionismo abstracto estadounidense. Jackson Pollock, Willem de Kooning, Cy Twombly, Friedel Dzubas y Norman Bluhm fueron algunos de los artistas que participaron en exposiciones colectivas.  En 1958, Robert Rauschenberg y Jasper Johns se unieron a la galería, lo que marcó un alejamiento del expresionismo abstracto hacia el pop art, el minimalismo y el arte conceptual. Con el tiempo, Johns se convertiría en el artista fetiche de Leo Castelli, contribuyendo a su ensalzamiento en el mercado del arte.
Desde principios de los años 60 hasta finales de los 70, Frank Stella, Larry Poons, Lee Bontecou, James Rosenquist, Roy Lichtenstein, Andy Warhol, Robert Morris, Donald Judd, Dan Flavin, Cy Twombly, Ronald Davis, Ed Ruscha, Salvatore Scarpitta, Richard Serra, Bruce Nauman, Lawrence Weiner y Joseph Kosuth se unieron al grupo de artistas de Castelli. Dio a Johns, Stella y Lichtenstein sus primeras exposiciones individuales.
Castelli abrió un anexo temporal, Castelli Warehouse, en West 108th Street, con una muestra organizada por Robert Morris de escultura ambiental de nueve artistas, entre ellos Nauman, Serra y Eva Hesse. En 1971, abrió una sucursal de la Galería Leo Castelli en el centro de SoHo en 420 West Broadway, en un edificio comprado por Hague Art Delivery Company y una cooperativa de marchantes: Castelli ocupó el segundo piso; La galería Sonnabend de su exesposa ocupó el tercer piso y André Emmerich (más tarde reemplazado por Charles Cowles) ocupó el último piso; mientras que John Weber, (ex director de la Galería Dwan) alquiló su galería en el cuarto piso. En la década de 1980, Castelli abrió un segundo espacio de exposición más grande en el centro de la ciudad en 142 Greene Street, también en SoHo. Posteriormente montó exposiciones conjuntas con Mary Boone, de Julian Schnabel, en 1981, y David Salle, en 1982.
Castelli también fue pionero en un sistema de estipendios desconocido en Nueva York cuando abrió su galería. Puso a sus artistas en nómina, se vendieran o no sus obras. Por esta y otras razones, las deserciones fueron inicialmente raras entre sus artistas. Cuando Castelli descubrió a Serra en 1967, por ejemplo, le ofreció una garantía de tres años de pagos mensuales a pesar de que no esperaba vender ninguna de las obras de placas de plomo del escultor desconocido en ese tiempo. Castelli también era conocido por detectar nuevos talentos e insistir en la exposición europea de sus artistas estadounidenses, lo que llevó a Rauschenberg en 1964 a convertirse en el primer estadounidense en ganar el gran premio internacional de pintura de la Bienal de Venecia. Entre sus clientes más importantes se encuentran Peter Ludwig y Giuseppe Panza di Buono. La segunda esposa de Castelli, Antoinette Fraissex du Bost, abrió Castelli Graphics, una galería de arte dedicada a grabados y fotografías de Castelli Gallery y otros artistas. La pareja también tuvo un hijo juntos, Jean-Christophe Castelli, pero Antoinette Castelli murió en 1987. En 1995 Leo Castelli se casó con la historiadora del arte italiana Barbara Bertozzi Castelli.  En 2015, Bertozzi Castelli abrió una galería satélite de una sola habitación en 1046 Madison Avenue, cerca de 80th Street, con la instalación Lead and Felt (1969) de Robert Morris.

## Reconocimiento
Castelli recibió la roseta de la Legión de Honor francesa, supuestamente a cambio de donar obras de Johns al Centro Pompidou. El alcalde de Trieste lo nombró director honorario del Museo Revoltella. En 1998, el Club Nacional de las Artes otorgó a Castelli su Medalla de Honor del Centenario. En esta ocasión, Dennis Hopper llamó a Castelli "el padrino del mundo del arte contemporáneo".  En 1982, una exposición itinerante en honor al 25 aniversario de la Galería Castelli visitó el Museo de Arte Contemporáneo de La Jolla. El Museo de Arte de Fort Lauderdale mostró "Tres décadas de exploración: homenaje a Leo Castelli", una exposición de más de 30 obras de artistas descubiertos, mostrados y alentados por Castelli en 1987. Ese mismo año, el Butler Institute of American Art presentó "Leo Castelli: una exposición homenaje". En 1996, la Galería Gagosian montó la exposición "Leo Castelli: una exposición en honor a su galería y artistas" en Beverly Hills.
En 2011 vio la luz el libro El galerista: Leo Castelli y su círculo, escrito por Annie Cohen-Solal, una biografía que profundiza incluso en los orígenes familiares del propio Castelli y analiza las distintas etapas como galerista.

## Legado
Muchos artistas han consagrado a Castelli en sus obras. Elaine de Kooning y Richard Artschwager pintaron su retrato, Warhol le hizo una serigrafía con chaqueta y corbata. Frank Stella nombró una obra en su honor, en 1992 posó para el artista francés Klaus Guingand, quien inmortalizó su sombra, y una escultura de Robert Morris, Leo, coloca un cerebro en el centro de un objetivo. En 1999, con motivo de la muerte de Castelli, Time publicó un elogio de James Rosenquist. En 1988, cuando no había deducciones fiscales por donaciones a museos, Castelli donó uno de los iconos del arte estadounidense de posguerra, Bed (1955) de Robert Rauschenberg al MoMA. En 1992, en medio de rumores de que Castelli estaba negociando la venta de sus archivos al Getty Center de Los Ángeles, se decía que su colección valía unos 2 millones de dólares. En octubre de 2007, los herederos de Castelli (su viuda, Barbara Bertozzi Castelli, y sus dos hijos, Jean-Christophe Castelli y Nina Castelli Sundell) anunciaron la donación de los archivos de la galería desde 1957 hasta 1999 a los Archivos de Arte Americano de la Institución Smithsonian. Castelli había sido entrevistado para el proyecto de historia oral del archivo en 1969, 1973 y 1997. La Galería Leo Castelli continúa funcionando en 18 East 77th Street en Nueva York bajo la dirección de su esposa y muestra a muchos de los mismos artistas del pasado de la galería. El Premio Leo, presentado anualmente por Independent Curators International (ICI), lleva el nombre del fallecido Castelli.